# Paride Rugafiori
Paride Rugafiori (Genova, 1949) è uno storico italiano dell'età contemporanea.

## Biografia
Paride Rugafiori è nato nel 1949 a Genova, dove nel 1972 si è laureato in Filosofia e ha diretto il Centro Ligure di Storia Sociale.
Nel 1975 ha iniziato il percorso accademico, proseguito senza soluzioni di continuità presso l’Università di Torino (come titolare di assegno di ricerca, ricercatore, professore associato, professore ordinario).
Sempre all’Università di Torino ha tenuto corsi di Storia del Movimento operaio, Storia economica, Storia economica contemporanea, Storia sociale, Storia dell’industria, Storia contemporanea, Storia dell’impresa presso le Facoltà di Lettere e filosofia, Psicologia e Scienze politiche, il Corso di laurea interfacoltà in Scienze strategiche e la Scuola di amministrazione aziendale.
La sua attività scientifica e di ricerca si è articolata in vari ambiti riferiti a temi di Storia contemporanea dell'Ottocento e del Novecento. Ha dedicato particolare attenzione allo studio del lavoro, dell'impresa e dell'imprenditorialità, con un prevalente approccio di storia economica, sociale e culturale, oltre all'analisi di casi, sistemi e contesti socio-territoriali sul lungo periodo.
Tra le sue ricerche innovative, negli anni Settanta si collocano gli studi d’impresa sull’Ansaldo, pionieristici nell’uso delle fonti orali e delle tecnologie elettroniche applicate alla costruzione e analisi di banche dati sulla forza lavoro.
Negli anni Ottanta e Novanta, i suoi lavori più avanzati sono dedicati alle ricerche di storia sociale urbana sull’area genovese e torinese e di storia regionale ligure, oltre agli studi su scala nazionale del sistema imprenditoriale italiano e alle biografie di gruppi dirigenti industriali e di grandi manager e imprenditori pubblici e privati: da Agostino Rocca a Ferdinando Maria Perrone (anche tramite una missione di ricerca in Argentina).
Questi studi sono proseguiti negli anni Novanta e Duemila in riferimento a imprese leader nell’industria meccanica (Fiat), nel settore bancario (Istituto San Paolo di Torino) e petrolifero (ERG), fino al caso di Gerolamo Gaslini, grande imprenditore e filantropo innovatore nel Novecento.
Inoltre la sua attività di progettazione, costruzione e analisi di banche dati storiche si è approfondita e sviluppata con al centro la Business Community a Torino tra Otto e Novecento e le imprese longeve sempre in ambito torinese.
Durante il suo lungo percorso accademico, ha partecipato a progetti di ricerca in collaborazione con enti pubblici e privati: Istituti storici della Resistenza (Genova, Milano, Sesto San Giovanni, Torino), Camera del Lavoro di Genova, Fondazione Rocca, Fondazione Luigi Einaudi, Accademia delle Scienze di Torino, Fondazione Dalmine, Archivio storico Fiat, Fondazione Ansaldo, Fondazione Gaslini, Fondazione Garrone, Fondazione Cassa di Risparmio di Torino, Palazzo Ducale di Genova, Camera di Commercio di Torino, Compagnia di San Paolo, Istituto per la Memoria del Lavoro, dell'Impresa e dei Diritti Sociali.

## Opere

### Monografie
- Uomini macchine capitali. L'Ansaldo durante il fascismo 1922/1945, Feltrinelli, Milano, 1981.
- Ferdinando Maria Perrone. Da Casa Savoia all'Ansaldo, UTET, Torino, 1992.
- Imprenditori e manager. Industria e Stato in Italia 1850-1990, Unicopli, Milano, 1995.
- Imprenditori e manager nella storia d'Italia, Laterza, Roma-Bari, 1999.
- Rockefeller d'Italia. Gerolamo Gaslini imprenditore e filantropo, Donzelli, Roma, 2009.

### Saggi in volumi collettanei
- I comunisti, in AA.VV., Partiti politici e resistenza in Liguria, Sabatelli, Genova, 1975.
- Genova, in F.Levi, P. Rugafiori, S. Vento, Il triangolo industriale tra ricostruzione e lotta di classe 1945/1948, Feltrinelli, Milano, 1974 e 1977.
- Confindustria, in AA.VV., Il mondo contemporaneo, vol. I, Storia d'Italia – 1, La Nuova Italia, Firenze, 1978.
- Repubblica: la vicenda politica, in AA.VV., Il mondo contemporaneo, vol. I, Storia d'Italia - 3, La Nuova Italia, Firenze, 1978.
- La ricostruzione in una grande azienda IRI in crisi: l'Ansaldo (1945-1948), in AA.VV., La ricostruzione nella grande industria: strategia padronale e organismi di fabbrica nel Triangolo 1945-1948, De Donato, Bari, 1978.
- Industrializzazione, in AA.VV., Il mondo contemporaneo. Gli strumenti della ricerca – 1, La Nuova Italia, Firenze, 1981.
- Dalla Resistenza alla scissione sindacale, in P. Arvati, P. Rugafiori, Storia della Camera del Lavoro di Genova, ESI, Roma, 1981.
- I gruppi dirigenti della siderurgia pubblica tra gli anni Trenta e gli anni Sessanta, in AA.VV. Acciaio per l'industrializzazione, (a cura di F. Bonelli), Einaudi, Torino, 1982.
- Occupazione e composizione operaia all'Ansaldo, in AA.VV., Stato e classe operaia in Italia durante la prima guerra mondiale, (a cura di G. Procacci), Angeli, Milano, 1983.
- Agostino Rocca (1895-1978), in AA.VV., I protagonisti dell'intervento pubblico, Angeli, Milano, 1984.
- Aspetti economici e protagonisti sociali, in AA.VV, La Resistenza in Liguria. Profilo e guida bibliografica, (a cura di A. Gibelli), Genova, 1985.
- L'enigma Sestri Ponente. Una ricerca di storia sociale urbana e Da città a quartiere operaio. Uso, memoria, percezione dello spazio urbano, in AA.VV., Immagini e spazi urbani. Sestri Ponente 1880-1960, Electa, Milano, 1986.
- Gli industriali e l’insurrezione, in AA-VV., L’insurrezione in Piemonte, Angeli, Milano, 1987.
- L’economia italiana dal secondo dopoguerra agli anni ottanta, in AA.VV., La Storia, vol. X, L’Età Contemporanea, UTET, Torino, 1988.
- Le trasformazioni economiche: “miracolo” e crisi (1961-1980), in AA.VV., Crisi sociale e mutamento dei lavoro. L’Italia negli anni Sessanta e Settanta, (a cura di N. Tranfaglia), Tirrenia Stampatori, Torino, 1989.
- L’industria cantieristica: il caso Ansaldo, in AA.VV., L’industria italiana nel mercato mondiale dalla fine dell’800 alla metà del 900, Torino, 1993.
- L’ascesa di Ferdinando Maria Perrone, in AA.VV, Storia dell’Ansaldo, 3. La costruzione in una grande impresa 1883-1902, (a cura di G. Mori), Laterza, Roma-Bari, 1995.
- Imprenditori e manager, in AA.VV., Dizionario storico dell’Italia unita, (a cura di B. Bongiovanni e N. Tranfaglia), Laterza, Roma-Bari, 1996.
- Torino nella Grande Guerra, in AA.VV., Storia di Torino, vol. VIII. Dalla Grande guerra alla Liberazione (1915-1945), (a cura di N. Tranfaglia), Einaudi, Torino, 1998.
- Alle origini della Fiat. Imprese e imprenditori in Piemonte (1870-1900), in AA.VV., Grande impresa e sviluppo italiano. Studi per i cento anni della Fiat, (a cura di C. Annibaldi e G. Berta), il Mulino, Bologna, 1999.
- Agostino Rocca e la nuova struttura aziendale, in AA.VV., Storia dell’Ansaldo, 6. Dall’IRI alla guerra 1930-1945, a cura di G. De Rosa, Laterza, Roma-Bari, 1999.
- Una città-fabbrica?, in AA.VV., Una scuola, una città 1852-2002, (a cura di A. D’Orsi), Istituto G. Sommeiller, Torino, 2003.
- Al comando. I vertici dell'Istituto San Paolo, con I. Balbo, in AA.VV., La Compagnia di San Paolo 1563-2013, (a cura di W. Barberis e A. Cantaluppi), vol. II 1853-2013, Einaudi, Torino, 2013.
- ERG: Progetto, organismo, immagine. 1838-1995, con F. Fasce, in AA.VV. Dal petrolio all’energia. ERG 1938-2008. Storia e cultura d’impresa, (a cura di P. Rugafiori e F. Fasce), Laterza, Roma-Bari, 2008.
- Italia 1920-1960: dono e corruzione tra etica, politica e impresa. Riflessioni sul caso Gaslini, in AA.VV., Dono, controdono e corruzione. Ricerche storiche e dialogo interdisciplinare, (a cura di G. Cuniberti), Edizioni dell’Orso, Alessandria, 2017.

### Curatele
- Resistenza e ricostruzione in Liguria. I verbali del CLN Liguria, cura, Feltrinelli, Milano, 1981.
- AA.VV., La Liguria. Storia d'Italia. Le regioni dall'Unità a oggi, cura (con A. Gibelli), Einaudi, Torino, 1994.
- AA.VV., La capitale dell'automobile. Imprenditori, cultura e società a Torino, introduzione e cura, Marsilio, Venezia, 1999.
- AA.VV., Genova del Saper Fare. Lavoro, imprese, tecnologie, introduzione e cura, Skira, Milano, 2004.
- AA.VV., Dal petrolio all'energia. ERG 1938-2008. Storia e cultura d'impresa, cura (con F. Fasce), Laterza, Roma-Bari, 2008.

## Progetti speciali
- Mostra Genova del Saper Fare. Lavoro, imprese, tecnologie, Genova - Magazzini dell'Abbondanza, 2004[1].
- Progetto La business community a Torino 1883-1907. Imprese, imprenditori, capitali, relazioni sociali ed economiche, con C. Ottaviano e I. Balbo, Cliomedia Officina, Torino, 2007[2].
- Progetto Imprese nel Tempo, Camera di Commercio di Torino, 2011-2012[3].